# Carmen Scivittaro
Carmen Scivittaro (Napoli, 24 marzo 1945 – Napoli, 14 agosto 2022) è stata un'attrice e drammaturga italiana.
Era nota soprattutto per aver interpretato dal 1998 al 2018 il ruolo di Teresa Diacono nella soap opera Un posto al sole.

## Biografia
Prima di entrare nel cast di Un posto al sole fu drammaturga di atti unici trasmessi da Radio 2 ma soprattutto attrice in svariate opere teatrali, tra cui Mestiere di padre di Raffaele Viviani, La gatta Cenerentola di Roberto De Simone, Ceneri di Beckett di Lello Serao. In Un posto al sole fu Teresa Diacono dalla puntata 420 alla puntata 5007; nel 2007 fu tra i protagonisti di Un posto al sole d'estate e nel 2008 apparve in un cameo sempre nella stessa serie. Nel corso della sua carriera prese anche parte a numerosi lavori cinematografici come Il verificatore di Stefano Incerti. 
È morta dopo una lunga malattia il 14 agosto 2022, all'età di 77 anni.

## Filmografia

### Cinema
- La posta in gioco, regia di Sergio Nasca (1988)
- Matilda, regia di Antonietta De Lillo e Giorgio Magliulo (1990)
- Il verificatore, regia di Stefano Incerti (1995)

### Televisione
- Ma che cosa è quest'amore, regia di Ugo Gregoretti – miniserie TV, 1 episodio (1979)
- Il fascino dell'insolito – serie TV, 2 episodi (1980)
- L'eredità della priora, regia di Anton Giulio Majano – miniserie TV, 2 episodi (1980)
- Il caso Murri, regia di Mario Ferrero – miniserie TV, 3 episodi (1982)
- Dramma d'amore, regia Luigi Perelli – sceneggiato TV (1983)
- L'ingranaggio, regia di Silverio Blasi – film TV (1987)
- Un posto al sole – serie TV, 4587 episodi (1998-2018)